# Marlborough (Nova Zelanda)
Marlborough (en maori: Tauihu) és una de les setze regions de Nova Zelanda, localitzada al nord-est de l'illa del Sud. Amb una població de 45.700 habitants, és la segona regió menys poblada del país. La capital i municipi principal és Blenheim.
La regió fa frontera al sud amb Canterbury, a l'oest amb Tasman i al nord-oest amb Nelson. Al nord-est a través de l'estret de Cook es troba Wellington.

## Geografia
El sud i oest de Marlborough és muntanyós, especialment al sud amb els pics de les muntanyes Kaikoura. Aquestes parts muntanyoses de Marlborough formen part de la part més septentrional dels Alps del Sud.
La resta de la regió és plana, particularment demarcada per la vall del riu Wairau. L'est té un gran nombre de planes, al centre de les quals s'ubica el poble de Blenheim. Aquesta regió és fèrtil i té temperatura temperada, fent que hagi esdevingut un important centre per a la indústria vinícola de Nova Zelanda.
Al nord es troben les Marlborough Sounds, les quals són un conjunt d'illes, ries, badies i valls que creen una costa extensa. El poble de Picton es troba al sud de Queen Charlotte Sound.

## Clima
| Paràmetres climàtics mitjans de Blenheim                   | Paràmetres climàtics mitjans de Blenheim | Paràmetres climàtics mitjans de Blenheim | Paràmetres climàtics mitjans de Blenheim | Paràmetres climàtics mitjans de Blenheim | Paràmetres climàtics mitjans de Blenheim | Paràmetres climàtics mitjans de Blenheim | Paràmetres climàtics mitjans de Blenheim | Paràmetres climàtics mitjans de Blenheim | Paràmetres climàtics mitjans de Blenheim | Paràmetres climàtics mitjans de Blenheim | Paràmetres climàtics mitjans de Blenheim | Paràmetres climàtics mitjans de Blenheim | Paràmetres climàtics mitjans de Blenheim |
| Mes                                                        | Gen.                                     | Feb.                                     | Mar.                                     | Abr.                                     | Mai.                                     | Jun.                                     | Jul.                                     | Ago.                                     | Set.                                     | Oct.                                     | Nov.                                     | Des.                                     | Anual                                    |
| ---------------------------------------------------------- | ---------------------------------------- | ---------------------------------------- | ---------------------------------------- | ---------------------------------------- | ---------------------------------------- | ---------------------------------------- | ---------------------------------------- | ---------------------------------------- | ---------------------------------------- | ---------------------------------------- | ---------------------------------------- | ---------------------------------------- | ---------------------------------------- |
| Temperatura diària màxima °C (°F)                          | 23,8 (74,8)                              | 23,6 (74,5)                              | 22 (71,6)                                | 19 (66,2)                                | 15,8 (60,4)                              | 13,3 (55,9)                              | 12,8 (55)                                | 13,8 (56,8)                              | 16 (60,8)                                | 18,1 (64,6)                              | 20,1 (68,2)                              | 22 (71,6)                                | 18,3 (64,9)                              |
| Temperatura diària mínima °C (°F)                          | 12,5 (54,5)                              | 12,2 (54)                                | 11,4 (52,5)                              | 8,4 (47,1)                               | 5 (41)                                   | 2,5 (36,5)                               | 2,1 (35,8)                               | 3,2 (37,8)                               | 5,5 (41,9)                               | 7,5 (45,5)                               | 9,6 (49,3)                               | 11,4 (52,5)                              | 7,6 (45,7)                               |
| Precipitació total mm (polzades)                           | 47 (1,9)                                 | 27 (1,1)                                 | 54 (2,1)                                 | 64 (2,5)                                 | 58 (2,3)                                 | 56 (2,2)                                 | 71 (2,8)                                 | 70 (2,8)                                 | 44 (1,7)                                 | 70 (2,8)                                 | 43 (1,7)                                 | 54 (2,1)                                 | 655 (25,8)                               |
| Font: National Institute of Water and Atmospheric Research |                                          |                                          |                                          |                                          |                                          |                                          |                                          |                                          |                                          |                                          |                                          |                                          |                                          |

## Economia
El producte interior brut de Marlborough va ser estimat de ser d'uns 1,193 mil milions de dòlars estatunidencs el 2003, un 1% del producte interior brut nacional de Nova Zelanda.

## Districtes
Marlborough no té cap districte, ja que és una autoritat unitària.

## Demografia
| Evolució demogràfica de Marlborough | Evolució demogràfica de Marlborough | Evolució demogràfica de Marlborough |
| Any                                 | Població                            | Creixement                          |
| ----------------------------------- | ----------------------------------- | ----------------------------------- |
| 1991                                | 35.148                              |                                     |
| 1996                                | 38.397                              | +9,2%                               |
| 2001                                | 39.561                              | +3,0%                               |
| 2006                                | 42.558                              | +7,6%                               |

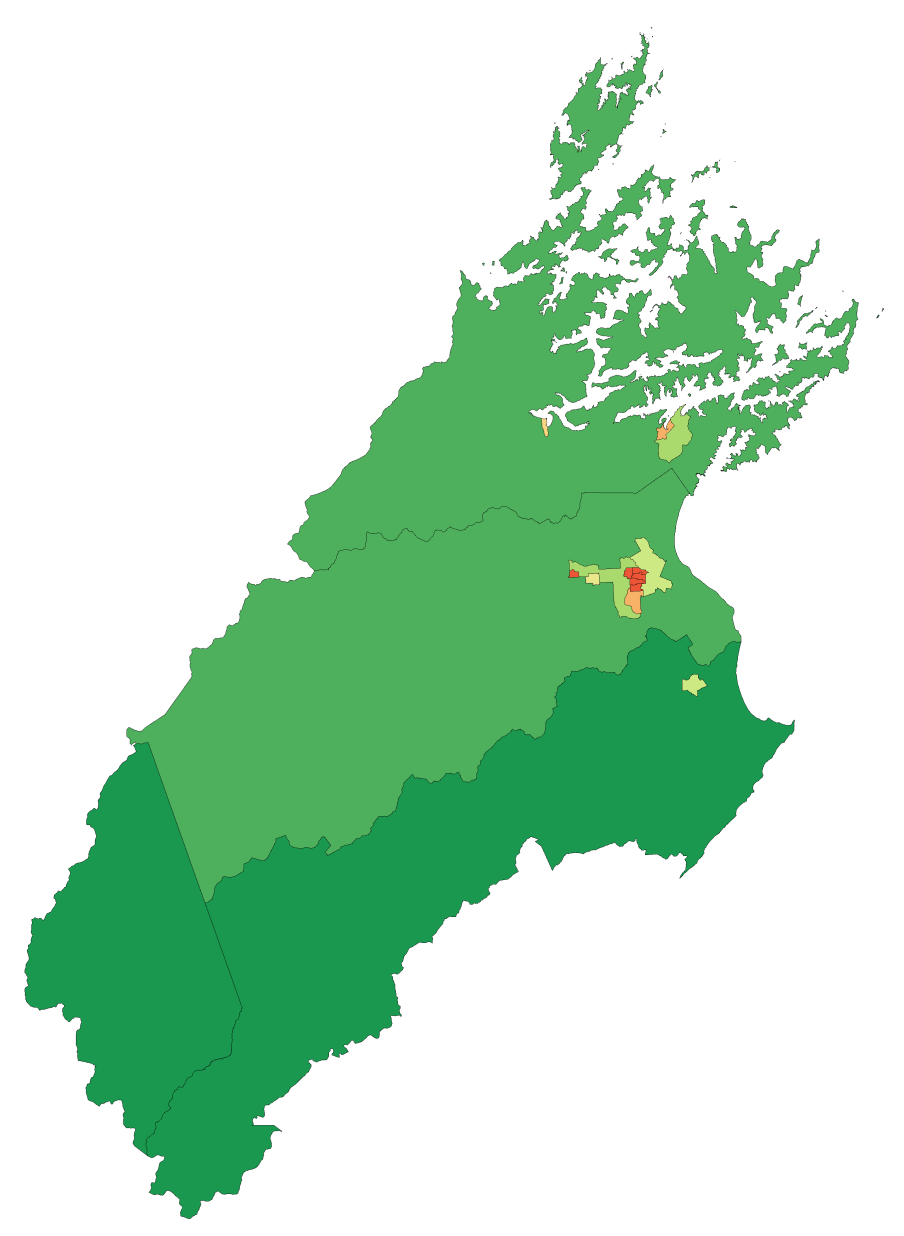
Densitat de població a Marlborough segons el cens de 2006

Segons el cens de 2006 Marlborough tenia 42.558 habitants, un creixement de 2.997 habitants (7,6%) des del cens de 2001. Hi havia 17.028 llars habitades, 3.417 llars no habitades i 252 llars en construcció.
De la població de Marlborough, 21.216 (49,6%) eren homes i 21.342 (50,4%) eren dones. La regió tenia una edat mediana de 41,7 anys, 5,8 anys més que la mediana nacional de 35,9 anys. Les persones majors de 64 anys formaven el 16,2% de la població, comparat amb el 12,3% nacionalment; les persones menors de 15 anys formaven el 18,6% de la població, comparat amb el 21,5% nacionalment.
L'etnologia de Marlborough era (amb figures nacionals en parèntesis): 78,4% europeus (67,6%); 10,5% maoris (14,6%); 1,6% asiàtics (9,2%); 1,6% illencs pacífics (6,9%); 0,5% de l'Orient Pròxim, Llatinoamèrica o Àfrica (0,9%) i 16,2% d'altres ètnies (11,1%).
Marlborough tenia un atur de 2,5% per persones majors de 14 anys, menys que la figura nacional de 5,1%. El sou anual mitjà de persones majors de 14 anys era (en dòlars neozelandesos) de 23.300$, comparat amb 24.400$ nacionalment. D'aquestes, un 43,7% tenien un sou anual de menys de 20.001$, comparat amb un 43,2% nacionalment; mentre que un 14,0% tenien un sou anual d'igual o de més de 50.000$, comparat amb un 18,0% nacionalment.

## Política

### Política regional
El consell del districte de Marlborough (Marlborough District Council) és el consell regional de Marlborough. Va ser format com a part d'unes reformes regionals i locals neozelandeses de 1992, en què el consell regional de Nelson-Marlborough va ser abolit per l'acta parlamentària Local Government Amendment Act. La seu del consell regional va ser establerta a Blenheim. L'actual alcalde és Alistair Sowman.
El consell del districte de Marlborough està format per 11 consellers de 3 circumscripcions.
| Circumscripció     | Conseller       | Partit      |
| ------------------ | --------------- | ----------- |
| Blenheim           | Jenny Andrews   | Independent |
| Blenheim           | Jamie Arbuckle  | Independent |
| Blenheim           | Jessica Bagge   | Independent |
| Blenheim           | David Dew       | Independent |
| Blenheim           | John Leggett    | Independent |
| Blenheim           | Terry Sloan     | Independent |
| Blenheim           | Graeme Taylor   | Independent |
| Marlborough Sounds | Graeme Barsanti | Independent |
| Marlborough Sounds | Trevor Hook     | Independent |
| Wairau/Awatere     | Geoff Evans     | Independent |
| Wairau/Awatere     | Peter Jerram    | Independent |

### Política nacional
Nacionalment, Marlborough es localitza a la circumscripció electoral general de Kaikōura i a la circumscripció electoral maori de Te Tai Tonga de la Cambra de Representants de Nova Zelanda.
Kaikōura es considera una circumscripció electoral de centredreta. Des de les eleccions de 1996, primeres eleccions en què existí la circumscripció, ha guanyat sempre el Partit Nacional. Des de les eleccions de 2005 ha guanyat sempre Colin King. En les eleccions de 2011 King guanyà amb el 60,25% del vot de la circumscripció. En segon lloc quedà Liz Collyns del Partit Laborista amb el 25,70% del vot.
Te Tai Tonga, en canvi, es considera una circumscripció electoral de centreesquerra. Des de les eleccions de 1999 ha guanyat sempre el Partit Laborista, a part de les eleccions de 2008 en què guanyà el Partit Maori. Des de les eleccions de 2011 ha guanyat sempre Rino Tirikatene. En les eleccions de 2011 Tirikatene guanyà amb el 40,62% del vot de la circumscripció. En segon lloc quedà Rahui Katene del Partit Maori amb el 31,79% del vot.

## Educació
Degut a la baixa població de Marlborough, aquesta regió no té cap universitat o institut de tecnologia. Les universitats més properes són la Universitat Victòria de Wellington a Wellington i a Canterbury la Universitat de Canterbury i la Universitat Lincoln.

## Esports
Marlborough té un equip de rugbi a 15 professional: Tasman. Aquest equip està format a més per Nelson, Tasman i el districte de Kaikoura a Canterbury. Tasman participa en l'ITM Cup, la primera divisió de rugbi a 15 de Nova Zelanda. Tasman —juntament amb Buller, Canterbury, Mid Canterbury, South Canterbury i West Coast— forma part de la franquícia de rugbi Crusaders. Els Crusaders participen en el Super Rugby i l'han guanyat en set ocasions.